# Торамана
Торамана (490—515) був правителем (богом-царем) ефталітів, які правили індійським регіоном наприкінці V та на початку VI століття. Торамана відомий з Раджатарангіні, через монети та написи.
У своїх надписах використовував титул «Великий король царів»

## Життя і правління
Між 497 і 535 роками ефталіти створили свою державу на півночі Індії, встановивши зверхність над Вінаядітьєю, кідаритським володарем Кашміру. Проте її існування на початку супроводжувалося проблемами: народи, які платили данину, віддалилися, а місцеві царі оголосили про свою незалежність. 498 року допоміг Каваду I повернути собі владу в Персії.
Після 500 року вождь Торамана проник до Північної Індії. Підкоряючи дрібних царів, він просунувся від Пенджабу до міста Еран на південному кордоні Гуптів та проголосив місто своїм. Торамана, силою утримував територію, яка просягалася на захід від Інду. Місто Сакала він зробив своєю столицею, тому через короткий плин часу воно стало метрополією, «центром торгівлі». На захоплених територіях Торамана не змінював існуючої адміністративної структури, стару систему провінційного управління залишав недоторканою.

## Смерть
Згідно з написом на Рістхальській плиті, відкритої в 1983 р, Аюлікаранський цар Малаві Пракашадхарма розбив Торамана у битві в 515 році нашої ери. Владу колишнього правителя ефталітів успадкував його син, Міхіракула, який продовжив керувати імперією від 502 до 530 року.

## Написи
Під час правління Торамана було зроблено 3 написи, знайдені у Санджелі в Гуджараті. Один з них говорить про завоювання Торамана і контроль над Мальвою та Гуджаратом. Два інші написи описують події, які стосуються панування Торамана над значною частиною західної Індії.